# Allan Härsing
Allan Axel Härsing, född 27 december 1909 i Lund, död 9 juli 2000 i Spånga, var en svensk sjuksköterska. 1953 tog Härsing som första svenska man sjuksköterskeexamen.

## Biografi
Allan Härsing föddes 1909 i Lund, och senare började han arbeta inom försvarsmakten. Därefter började han som vårdare på Långbro sjukhus och Beckomberga sjukhus innan han började på Södersjukhuset. Senare gifte han sig med Margit Lennartina Härsing (1908-1999).
Härsing trivdes med arbetet men ville vidareutbilda sig. Enligt lagen kunde endast kvinnor utbilda sig till sjuksköterska, men 1946 tillsatte regeringen en utredning som bestämde att på prov även tilläta män på dispens. Fyra män sökte då dispens, däribland Härsing. Dispensen inlämnades i augusti 1949, beviljades i september, och i oktober började Allan på "Sankt Eriks sjuksköterskeskola" (beläget på Jägargatan inom Södersjukhusets område).
Den 1 april 1953 hölls examensceremonin i Blå hallen i Stockholms stadshus, där examensbeviset överlämnades av skolans föreståndarinna Anna Dahlström. Händelsen publicerades i flera svenska dagstidningar, inklusive i Dagens Nyheter och även i svensk-amerikanska tidningen Vestkusten den 23 april.
Efter examen tjänstgjorde Härsing på olika tjänster inom Södersjukhuset innan han återvände till Beckomberga sjukhus där han tillträdde en tjänst den 1 januari 1955. Han arbetade på Beckomberga fram till sin pensionering 1964.
Allan Härsing dog den 9 juli 2000 och är gravsatt på Spånga kyrkogård.